# Jean-Baptiste Dehesse
Jean-Baptiste Dehesse, nato Jean-Baptiste François Dehesse, noto anche come de Hesse, Deshayes o des Hayes, (L'Aia, settembre 1705 – Parigi, 22 maggio 1779), è stato un danzatore e coreografo francese.

## Biografia
Nacque da genitori francesi al momento presenti nei Paesi Bassi al seguito di una compagnia teatrale.
Ingaggiato alla Comédie-Italienne di Parigi, vi svolse una brillante carriera di danzatore dal 1734 al 1762. Dal 1738 al 1757 vi assunse anche l'incarico di maître de ballet, interpretando anche parti di attore comico.
La marchesa di Pompadour lo scelse per creare le danze degli spettacoli tenuti nel suo teatro dei "Petits Appartements" presso la Reggia di Versailles (Petit Trianon) e al Castello di Bellevue dal 1747 al 1753. Condirettore del teatro dell'Opéra-Comique, vi assunse diversi incarichi dal 1758 sino alla sua morte.
Coreografo inventivo e fecondo, realizzò numerosi "divertissements" per varie commedie e compose una sessantina di "ballets-pantomimes". Le sue coreografie portavano alla ribalta i mestieri della gente del popolo e vicende rurali, piuttosto che soggetti seri, e i suoi balletti si concludevano spesso con una contraddanza generale.
Contribuì notevolmente, insieme a Billioni e Antoine Pitrot, alla diffusione del ballet-pantomime a Parigi.

## Balletti
- 1738: Les Amants trompés
- 1748: L'Opérateur chinois
- 1748: Le Pédant
- 1749: Les Enfants vendangeurs
- 1749: Les Quatre Âges en récréation
- 1750: Les Bûcherons
- 1750: La Guinguette
- 1751: Le Mai
- 1751: Les Meuniers
- 1754: Les Niais
- 1755: Les Jardiniers
- 1755: La Matinée villageoise
- 1756: La Bergère
- 1756: Les Noces chinoises
- 1757: La Mariée de village
- 1760: La Veillée cauchoise